# レックス・パレード

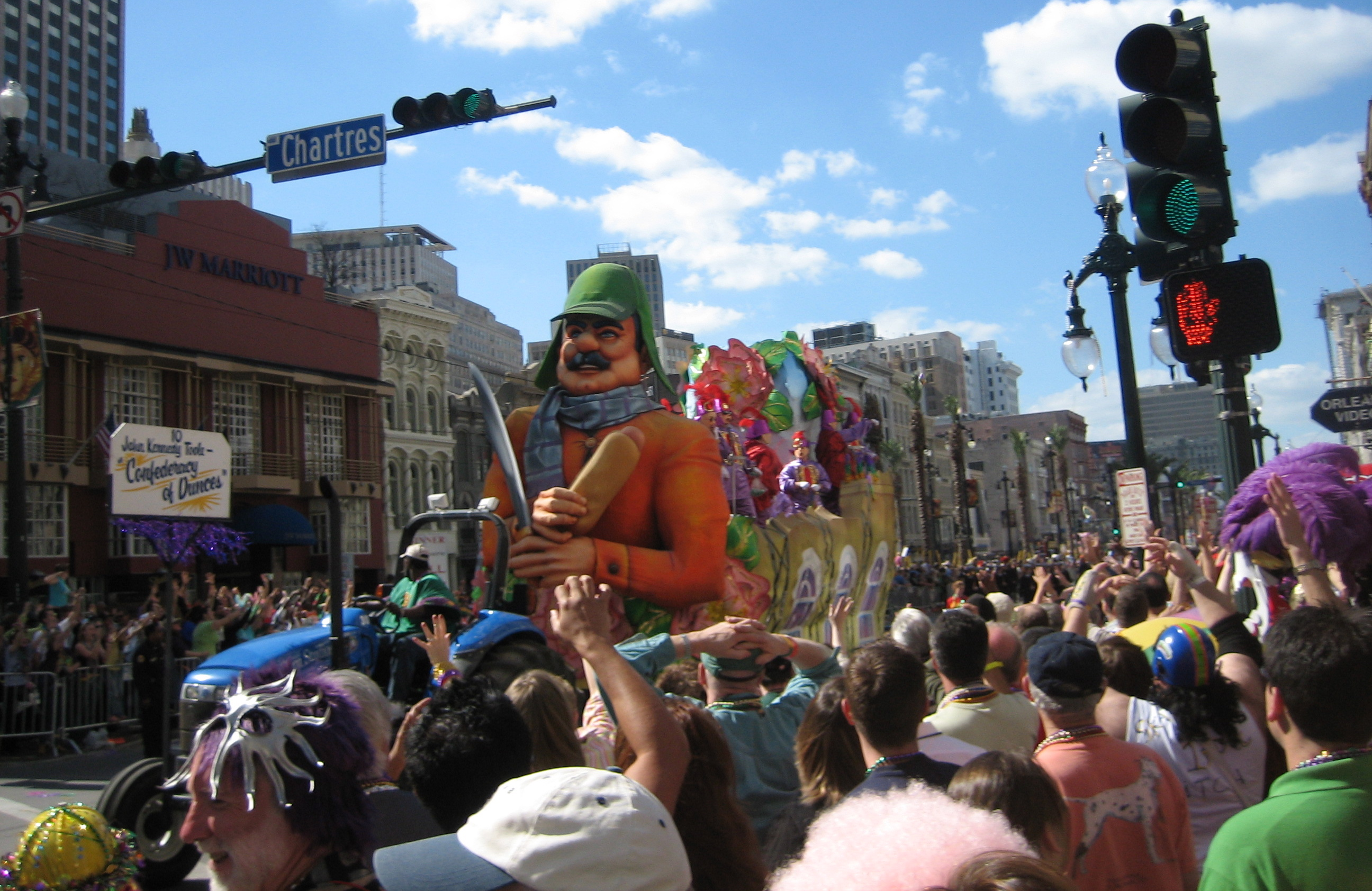
2006年のマルディグラでのレックスのフロート

1872年に創設されたレックスは、マルディグラ・デーには街で最大のパレードを開く、ニューオーリンズのカーニバルのクルーである。
レックスはラテン語で「キング(王)」を意味し、レックスは「キング・オブ・カーニバル」として君臨している。
レックスは、1872年のカーニバルのシーズンの期間に、ロシアのアレクセイ大公がニューオーリンズを訪れる名誉の後継を実現するために、ニューオーリンズの実業家たちによって組織された。その上で、レックスの創設者たちの心の内は、南北戦争の後のニューオーリンズに観光とビジネスをもたらす願望もあった。 
レックスの団体の中のメンバーが、毎年一人だけ、団体のモナークとして選ばれる。しばしば間違って「キング・レックス」と余計なフレーズで呼ばれるが、正しい称号は、単に「レックス」である。レックスの身元はマルディグラの前日のルンディグラに公表される。レックスはいつも街の著名人であり、通常いくつかの博愛と市の大義に関係した人物である。レックスに選ばれるということは、ニューオーリンズにおいては、市民が受けることのできる最も高い名誉のひとつである。マルディグラ・デーでは伝統的に、ニューオーリンズの市長が、市のシンボリックな鍵をレックスに引き渡す。
レックスの配偶者もまた毎年選ばれ、彼女は「クイーン・オブ・カーニバル」と称される。クイーンはいつも、大学に通うフレッシュな女子大生から選ばれる。レックスと同様に、クイーンは前年の春に選ばれ、ルンディグラまでは彼女の身元は秘密にされる。
歴史的に、レックスの歴史の大部分は、ヨーロッパ人を先祖に持つ人々に制限されていた。にもかかわらず、ミスティック・クルー・オブ・コムスのパレードが禁止されるハメになった1991年の反隔離法令に従うのに、レックスはなんの困難もなかった。20世紀の初期の長年にわたり、レックスは新しいユダヤ人のメンバーの組織への加入を禁止していたのだが、最初のレックス (実業家のルイス・ソロモン)はユダヤ人だった。
レックスは、他のどの団体よりもニューオーリンズでパレードをしている。レックスは、ニューオーリンズの大規模なパレードとされる４つのクルー、「スーパー・クルー」のひとつに数えられている。他のクルー（エンディミオン、バッカス、オルフェウス）はすべて20世紀の後半に作られたが、レックスは唯一の19世紀からあるスーパークルーである。